# Iain Banks
Iain Banks (Dunfermline, 16 febbraio 1954 – Kirkcaldy, 9 giugno 2013) è stato uno scrittore scozzese, conosciuto soprattutto per le sue storie del fantastico e di fantascienza da lui firmate come Iain M. Banks (dove la M sta per Menzies, un antico nome di famiglia), ma attivo ed apprezzato anche sul fronte mainstream.
Considerato da molti critici e lettori l'autore più importante emerso negli anni ottanta nella fantascienza britannica, la sua creazione più famosa è l'universo del ciclo della Cultura, all'interno del quale sono ambientati molti dei suoi romanzi. Nel 2008 The Times lo ha incluso nella lista dei "50 maggiori scrittori britannici dal 1945".

## Biografia
Nacque nel 1954 a Dunfermline, Fife. Sua madre era una pattinatrice professionista e suo padre un ufficiale dell'Ammiragliato. Fino a nove anni visse a North Queensferry, vicino al porto e poi a Gourock, quando suo padre fu trasferito. Dopo le superiori di Gourock e Greenock, Banks intraprese gli studi di inglese, filosofia e psicologia all'Università di Stirling dove si laureò nel 1975 in letteratura inglese. Per mantenersi iniziò una serie di lavori, dal portinaio al giardiniere. Alla fine degli anni settanta iniziò a viaggiare l'Europa in autostop trascorrendo lunghi periodi in Scandinavia e in Marocco. Successivamente per un anno lavorò per l'industria statale inglese dell'acciaio, ambiente che ispirò il suo romanzo d'esordio La fabbrica degli orrori del 1984.
A metà degli anni ottanta si trasferì nel Kent, dove iniziò a dedicarsi con successo alla scrittura di genere fantascientifico; nel 1988 tornò in Scozia, prima a Edimburgo e poi a Fife.
Nel frattempo conobbe Annie, a Londra, e la sposò nel 1992 alle Hawaii. Nel 2007 si separarono e lei morì nel 2009, due mesi dopo il divorzio ufficiale.
In seguito, Banks conobbe Adele Hartley, che sposò nel 2013 dopo aver appreso di avere un tumore della cistifellea in stadio terminale, che lo uccise nel giugno 2013, a 59 anni.
Banks ha scritto 24 romanzi; la sua prima opera, La fabbrica degli orrori, fu pubblicata nel 1984 quando Banks aveva 30 anni, mentre il suo primo romanzo fantascientifico è del 1987. The Crow Road (1992) fu adattato dalla BBC come serie televisiva e Espedair Street (1987) fu trasmesso da BBC Radio 4. Ha riconosciuto le influenze di Robert A. Heinlein, Isaac Asimov, Arthur C. Clarke, Brian Aldiss, M. John Harrison e Dan Simmons sul suo lavoro.
Banks pubblicò sotto due firme. I suoi genitori desideravano dargli il nome di Iain Menzies Banks e suo padre lo registrò come Iain Banks ma continuò a usare il doppio cognome e sottopose all'editore La fabbrica degli orrori come Iain M. Banks. Il suo editor gli chiese se non era possibile omettere la 'M' perché appariva troppo vistosa, inoltre era preoccupato di creare confusione con Rosie M. Banks, un'autrice minore di romanzi rosa nello stile di P.G. Wodehouse. Dopo i primi tre romanzi mainstream, i suoi editori gli permisero di pubblicare il suo primo romanzo di fantascienza Pensa a Fleba. Per distinguere la sua produzione di romanzi mainstream da quelli fantascientifici, Banks suggerì il ritorno della 'M'.

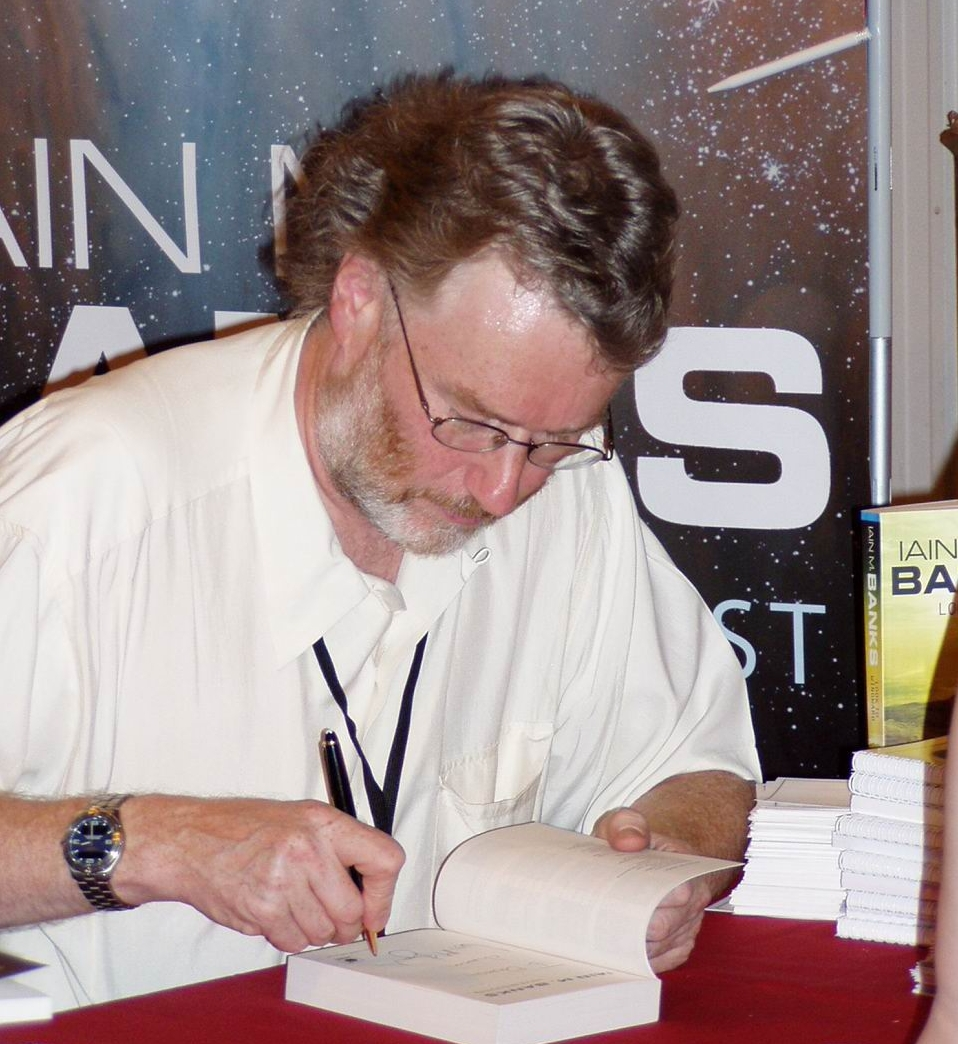
Iain Banks, Glasgow, 2005

## Opere

### Romanzi firmati Iain Banks
- La fabbrica degli orrori, riedito come La fabbrica delle vespe (The Wasp Factory, 1984)
- Walking on Glass (1985)
- Corpo a corpo, o Il Ponte (The Bridge, 1986)
- Espedair Street (1987) – adattamento per la radio prodotto dalla BBC nel 1998 (diretto da Dave Batchelor)
- Canal Dreams (1989)
- The Crow Road (1992) – adattamento per la televisione prodotto dalla BBC nel 1996 (diretto da Gavin Millar)
- Complicità (Complicity, 1993) – film del 2000 (diretto da Gavin Millar)
- Whit (1995)
- Canto di pietra (A Song of Stone, 1997)
- The Business (1999)
- Dead Air (2002)
- The Steep Approach to Garbadale (2007)

### Romanzi firmati Iain M. Banks

#### Ciclo della Cultura
- Pensa a Fleba o La Mente di Schar (Consider Phlebas, 1987)
- L'impero di Azad (The Player of Games, 1988)
- La guerra di Zakalwe (Use of Weapons, 1990)
- Lo stato dell'arte (The State of the Art, 1991)
- L'altro universo (Excession, 1996)
- Inversioni (Inversions, 1998)
- Volgi lo sguardo al vento (Look to Windward, 2000)
- Matter (2008)
- Surface Detail (2010)
- The Hydrogen Sonata (2012)

#### Altri romanzi di fantascienza
- L'arma finale (Against a dark background, 1993) Milano, Editrice Nord, Cosmo Argento 244, 1993
- Criptosfera (Feersum endjinn, 1994) Milano, Editrice Nord, Cosmo Argento 263, 1995
- The Algebraist (2004)
- Transition (2009)